# Roger Défossez
Pour les articles homonymes, voir Defossez.
Roger Défossez, né à Paris le 3 juin 1932 dans le 2e arrondissement de Paris, est un dramaturge et un comédien français.
Auteur d'une trentaine de pièces écrites pour le théâtre et la radio et d'un feuilleton télévisé.
Sa comédie musicale Offenbach, tu connais ? lui a valu d'être nommé aux Molières en 1989 et en 1995. 
Comme comédien, il s'est illustré en interprétant depuis les années 1950 le personnage de Mr. Smith dans La Cantatrice chauve d'Eugène Ionesco. Rôle qu'il a interprété 6100 fois, principalement au Théâtre de la Huchette à Paris, lui valant un record mondial.

## Biographie
Son aventure théâtrale commence dès sa naissance. Ses parents occupaient un appartement de fonction au théâtre national de l'Opéra-Comique à Paris (son père y était concierge et sa mère standardiste). Sa mère ayant accouché à son domicile, c'est donc dans un théâtre qu'est né Roger Défossez en 1932. Par ce fait, il se trouvait prédisposé à la carrière théâtrale. 
C'est ainsi qu'à l'âge de 5 ans il monte sur les planches pour jouer l'enfant de Pinkerton dans l'opéra Madame Butterfly. Quelques années plus tard, il chantera dans le cœur des enfants de Carmen et de Werther. Il passera donc son enfance dans les coulisses du théâtre qui n'aura bientôt plus de secrets pour lui. 
Adolescent, il est attiré par la comédie et suit les cours d'art dramatique de Samson Fainsilber puis ceux de Bella Reine (méthode Stanislavski). Mais très tôt il éprouve le besoin d'écrire et devient à 18 ans membre adhérent de la SACD (il en est aujourd'hui sociétaire). 
Il connait son premier succès d'auteur en 1954 au théâtre de Poche-Montparnasse en signant une adaptation d'un conte de Tchekhov : Les Martyrs. 
Depuis, il n'a cessé d'écrire pour le théâtre, la télévision et la radio et a reçu plusieurs distinctions. 
Parallèlement, il a poursuivi une carrière de comédien, interprétant de nombreux auteurs célèbres. 
Entre 1958 et 2020 il a joué (par intermittence) le rôle de Mr Smith dans La Cantatrice chauve de Ionesco, plus de 6000 fois, non seulement au théâtre de la Huchette à Paris, mais aussi en tournée à travers le monde.

## Comédien
Roger Défossez a joué dans de nombreuses pièces. Parmi les auteurs qu'il a interprétés, on peut citer : Ionesco, Tchekhov, Cocteau, Colette, Marguerite Duras, Claude Mauriac, Caragiale, Dostoïevski, Labiche, Marinetti, Térayama, Saint-Exupéry, Georges Pérec, etc.

## Œuvres pour le théâtre
- Les Martyrs (adaptation au théâtre du conte de Tchekhov), Poche-Montparnasse - 1954. Reprise en 1955.
- Quatorze Juillet (hommage à René Clair), comédie musicale, Théâtre Molière à Bruxelles - 1964
- Le Nez (d'après Gogol), tournée dans les M.J.C. - 1965-66
- Les Cas étranges d'Ivan Ivanovitch (d'après Tchekhov), tournée dans les M.J.C. - 1967-68
- Histoire du fabuleux Cagliostro, Festival du Marais - 1973. Reprise au Fanal en 1974[4].
- La Maison Tellier (d'après Maupassant), Espace Giraud à Tokyo en 1975. Prix d'excellence au Festival d'Art Dramatique de Tokyo, également adapté pour une diffusion radiophonique en 1988 et en 1996[5].
- Offenbach,  tu connais ?, comédie musicale. Théâtre Bouquet Tokyo - 1976.
- Spectacle d'ombres chinoises (historique du théâtre d'ombres de Séraphin à Rodolphe Salis), Théâtre de la Huchette - 1983. Repris au Musée d'Orsay en 1992 dans le cadre de l'exposition sur le cabaret du Chat Noir.
- Les mystères de Paris (d'après Eugène Sue), mélodrame pour théâtre d'ombres, Théâtre de la Huchette - 1986. Reprise au Théâtre Saint-Georges en 1986 et au Théâtre Mourget de Lyon en 1988.
- Les mystères de la Révolution (d'après Alexandre Dumas). Dans le cadre du Bicentenaire de la Révolution Française, Théâtre de la Huchette - 1989. Spectacle sélectionné pour représenter la France au festival International de Tokyo en 1990.
- Les Petites Femmes de Maupassant (inspiré de Maupassant), Théâtre du Tourtour et Festival de Sarlat - 1993.
- L'Heure verte (hommage à Paul Verlaine), Théâtre de la Huchette - 1999.
- Caserio Anarchiste, Sudden théâtre - 2003 + Festival d'Avignon
- La Soupe aux orties, Espace Rachi - 2004 (prix de la Fondation de France).
- Le Dernier Venu, Théâtre Essaïon - 2010 + Festival d'Avignon

## Œuvres pour la télévision
- Les Prétendus (d'après Frédéric Soulié, réalisé par Josée Dayan). Feuilleton en 10 épisodes. Antenne 2 en 1983. Rediffusé en 1990 par TF1 et en 1993 par France 2.

## Œuvres pour la radio
- Les Martyrs - Pauvre Peuple - Une nuit atroce - Le Forestier - Le Farfadet (d'après des nouvelles de Tchékhov). Pièces diffusées par l'ORTF, la RTB et la Radio Suisse Romande de 1955 à 1980.
- Offenbach tu connais ?, France Musique - 1985
- Les Douze Chaises (feuilleton en 5 épisodes), France Culture - 1987
- La Maison Tellier (d'après Maupassant), France Culture - 1988. Rediffusé en 1996
- La Fenêtre, Radio Bleue - 1991
- Qu'est-ce qui fait pleurer Margot ?, France Culture - 1992
- La Feuille morte, Radio Bleue - 1996
- Mésaventures de coulisses (d'après Tchékhov, en 2 parties), France Culture - 1998
- Le Malfrat, France Inter - 2004